# 다비트 에비셔
다비트 에비셔(독일어: David Aebischer, 1978년 2월 7일~)는 스위스의 아이스하키 선수로 포지션은 골텐더이다. 스위스 내셔널리그에서 활동하다가 내셔널 하키 리그(NHL)의 콜로라도 애벌랜치, 카나디앵 드 몽레알, 피닉스 카이오티스 소속으로 뛰었으며, NHL 통산 214경기 출전했다. 2001년에는 콜로라도 애벌랜치 소속으로 스탠리 컵 우승을 차지했다.
국제 대회에 스위스 아이스하키 국가대표팀의 일원으로 참가했으며, 2002년과 2006년 동계 올림픽에 참가했고 세계 아이스하키 선수권 대회에 5회 참가했다.